# Parc national d'Ängsö
Le parc national d’Ängsö est un parc national situé dans la commune de Norrtälje, à 50 km au nord-est de Stockholm, en Suède. Il couvre l'île d'Ängsö dans l'archipel de Stockholm et une section de la mer Baltique autour pour un total de 190 ha.
L'île s'est formée au XVIIIe siècle par la fusion de deux anciennes îles à la faveur du rebond post-glaciaire. Elle comprend des terrains rocheux, où se développe principalement une forêt de conifères, et des terrains sédimentaires, en particulier dans la depression située entre les deux anciennes îles, plus riches permettant la pousse d'une forêt de feuillus et surtout de prairies fleuries qui font la réputation de l'île et lui donnent son nom.
Ces prairies sont exploitées au XVIIIe et XIXe siècles et certaines sont transformées en champs et cultivées. Afin d'empêcher l'abattage d'anciens chênes mais aussi pour préserver la riche flore des prairies, le parc national est formé en 1909. Cependant, par manque de connaissance, le fauchage et la pâture des prairies sont interdits afin de protéger la flore, alors même que ce sont précisément ces activités qui maintiennent le paysage ouvert. Durant toute la première moitié du XXe siècle, ces dernières sont donc envahies progressivement d'arbres et arbustes. À partir des années 1940 mais surtout des années 1980, un important travail est mené pour restaurer l'apparence originelle du parc. De nos jours, environ 7 000 touristes visitent l'île chaque année et peuvent admirer la flore variée et le paysage agricole telle qu'il apparaissait dans tout l'archipel à la fin du XXe siècle.

## Géographie
Le parc national d'Ängsö est situé dans la commune de Norrtälje du comté de Stockholm, à 50 km au nord-est de Stockholm. Il couvre la totalité des 73 ha de l'île d'Ängsö ainsi qu'une portion de la mer Baltique autour de l'île pour une superficie totale de 190 ha. L'île fait partie de la moitié nord de l'archipel de Stockholm (parfois aussi appelée archipel du Roslagen), plus précisément l'archipel intérieur.

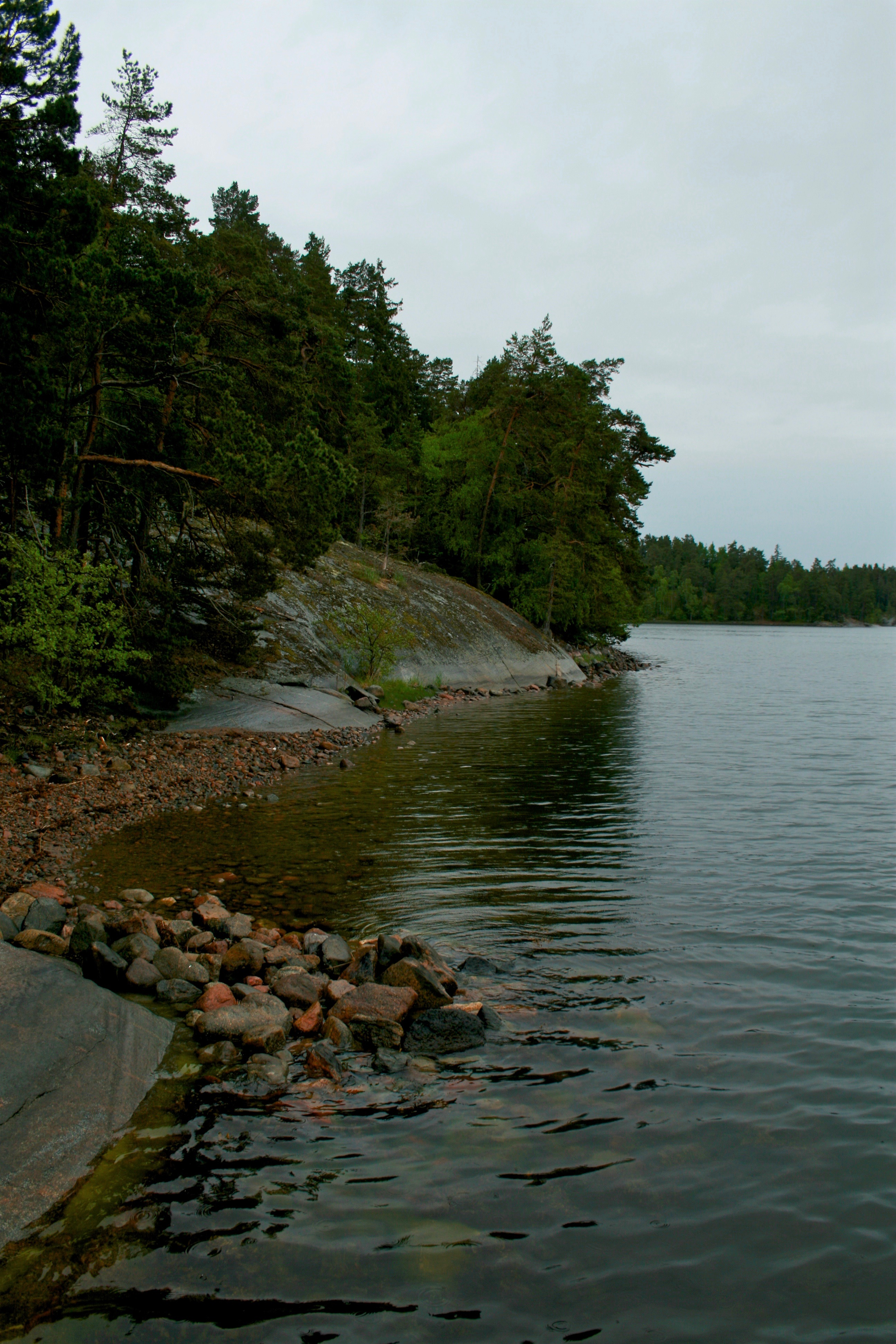
Côte ouest de l'île, où le socle affleure nettement.

L'altitude au sein de l'île varie du niveau de la mer jusqu'à un maximum d'environ 25 m, près d'Adamsskogen au nord de l'île. Le relief peut être grossièrement divisé en deux zones de plus haute altitude à l'Est et à l'Ouest et une depression centrale. Le socle est principalement constitué de gneiss à relativement faible teneur en quartz datant du Précambrien. L'inlandsis qui recouvrait la fennoscandie durant la dernière glaciation a marqué ces roches de nombreuses stries glaciaires. À la fin de l'ère glaciaire, la région est entièrement sous les eaux, et des sédiments argileux se déposent sur le fond, se mêlant aux moraines laissés par les glaciers Mais à la faveur du rebond post-glaciaire, le niveau du sol s'élève et les terres émergent petit à petit. Il faut attendre jusqu'à il y a environ 4 000 ans pour que certaines parties de l'actuelle Ängsö sortent de l'eau. Les vagues et courant marins retirent la couche sédimentaire sur les parties les plus exposées et les déposent dans les creux, tels que la depression centrale d'Ängsö. Ainsi, on peut voir de nos jours le contraste entre les zones de plus haute altitude où le socle est exposé ou recouvert d'une fine couche de sol et la depression centrale plus fertile où se concentre les activités agricoles. Ce rebond post-glaciaire continue encore à notre époque, et jusqu'à il y a environ 200 ans, Ängsö était en réalité deux îles séparées, la partie centrale n'émergeant qu'au XIXe siècle.
Le climat de la région est un climat continental humide (Dfb selon la classification de Köppen), mais l'archipel est globalement plus sec et plus tempéré que l'intérieur des terres.
| Mois                              | jan. | fév. | mars | avril | mai  | juin | jui. | août | sep. | oct. | nov. | déc. | année |
| --------------------------------- | ---- | ---- | ---- | ----- | ---- | ---- | ---- | ---- | ---- | ---- | ---- | ---- | ----- |
| Température minimale moyenne (°C) | −4,2 | −5,4 | −3,6 | 0,1   | 4,6  | 9,5  | 13,3 | 13   | 9,4  | 5,2  | 1,2  | −2,2 | 3,5   |
| Température moyenne (°C)          | −2,1 | −3   | −0,9 | 3,1   | 8    | 12,9 | 16,4 | 15,8 | 11,9 | 7,2  | 2,9  | −0,2 | 6,1   |
| Température maximale moyenne (°C) | −0,1 | −0,9 | 1,7  | 6,1   | 11,4 | 16,4 | 19,5 | 18,5 | 14,4 | 9,3  | 4,7  | 1,7  | 8,6   |
| Précipitations (mm)               | 31,9 | 24,4 | 22,2 | 28,4  | 25,7 | 36   | 50,5 | 62,3 | 45,9 | 45,1 | 48   | 38,9 | 467,9 |

| Diagramme climatique                                  |              |             |            |             |           |              |            |             |            |          |             |
| J                                                     | F            | M           | A          | M           | J         | J            | A          | S           | O          | N        | D           |
| −0,1−4,231,9                                          | −0,9−5,424,4 | 1,7−3,622,2 | 6,10,128,4 | 11,44,625,7 | 16,49,536 | 19,513,350,5 | 18,51362,3 | 14,49,445,9 | 9,35,245,1 | 4,71,248 | 1,7−2,238,9 |
| Moyennes : • Temp. maxi et mini °C • Précipitation mm |              |             |            |             |           |              |            |             |            |          |             |

## Milieux naturels
Le parc national d'Ängsö est au cœur de l'écorégion terrestre du WWF des forêts mixtes sarmatiques. Malgré sa faible superficie, les milieux naturels y sont très variés. L'influence humaine est prédominante, le paysage du parc pouvant être considéré comme un paysage culturel. Une grande partie de la superficie du parc, en particulier les parties hautes du Nord et de l'Ouest, est recouverte d'une forêt de conifères avec tout de même un certain nombre de feuillus, en particulier du bouleau pubescent (Betula pubescens), du tremble (Populus tremula) et des aulnes le long de la côte. La section Nord en particulier est une forêt ancienne. Dans la dépression centrale, plus fertile, la forêt est une forêt de feuillus, avec outre les trembles et bouleaux, du chêne pédonculé (Quercus robur), du frêne élevé (Fraxinus excelsior), du tilleul à petites feuilles (Tilia cordata) et plus localement de l'orme de montagne (Ulmus glabra) et de l'érable plane (Acer platanoides). Les sous-bois des forêts de feuillus sont très riches, avec de nombreuses fleurs, avec en particulier des denses tapis d'ail des ours (Allium ursinum) dans les forêts de frênes et d'aulnes.
Le milieu le plus célèbre du parc national et qui a même donné son nom à l'île est l'ensemble de prairies fleuries (Ängsö signifiant littéralement l'île aux prairies). Lors de la création du parc, elles recouvraient une surface plus importante qu'aujourd'hui, étant peu à peu remplacées par des forêts, mais elles sont de nos jours à nouveau entretenues. Parmi les plantes caractéristiques de ces prairies, on peut nommer l'orchis incarnat (Dactylorhiza incarnata), le pédiculaire des marais (Pedicularis palustris), la primevère farineuse (Primula farinosa), la rhinanthe à grandes fleurs (Rhinanthus serotinus) ou encore la fougère langue de serpent (Ophioglossum vulgatum). Quelques feuillus sont disséminés dans les prairies.

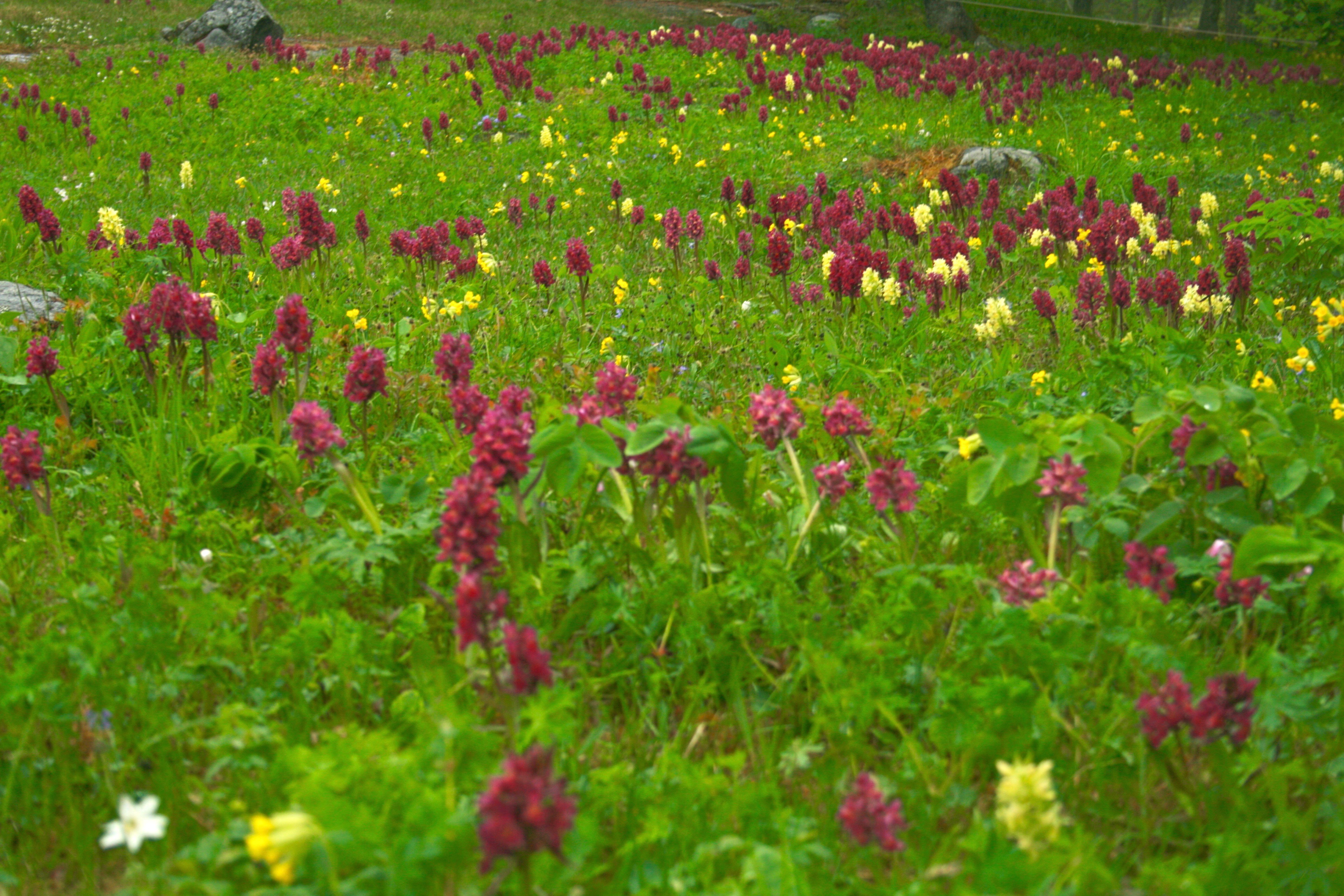
Prairie couverte d'orchis sureau (Dactylorhiza sambucina) dans le parc.
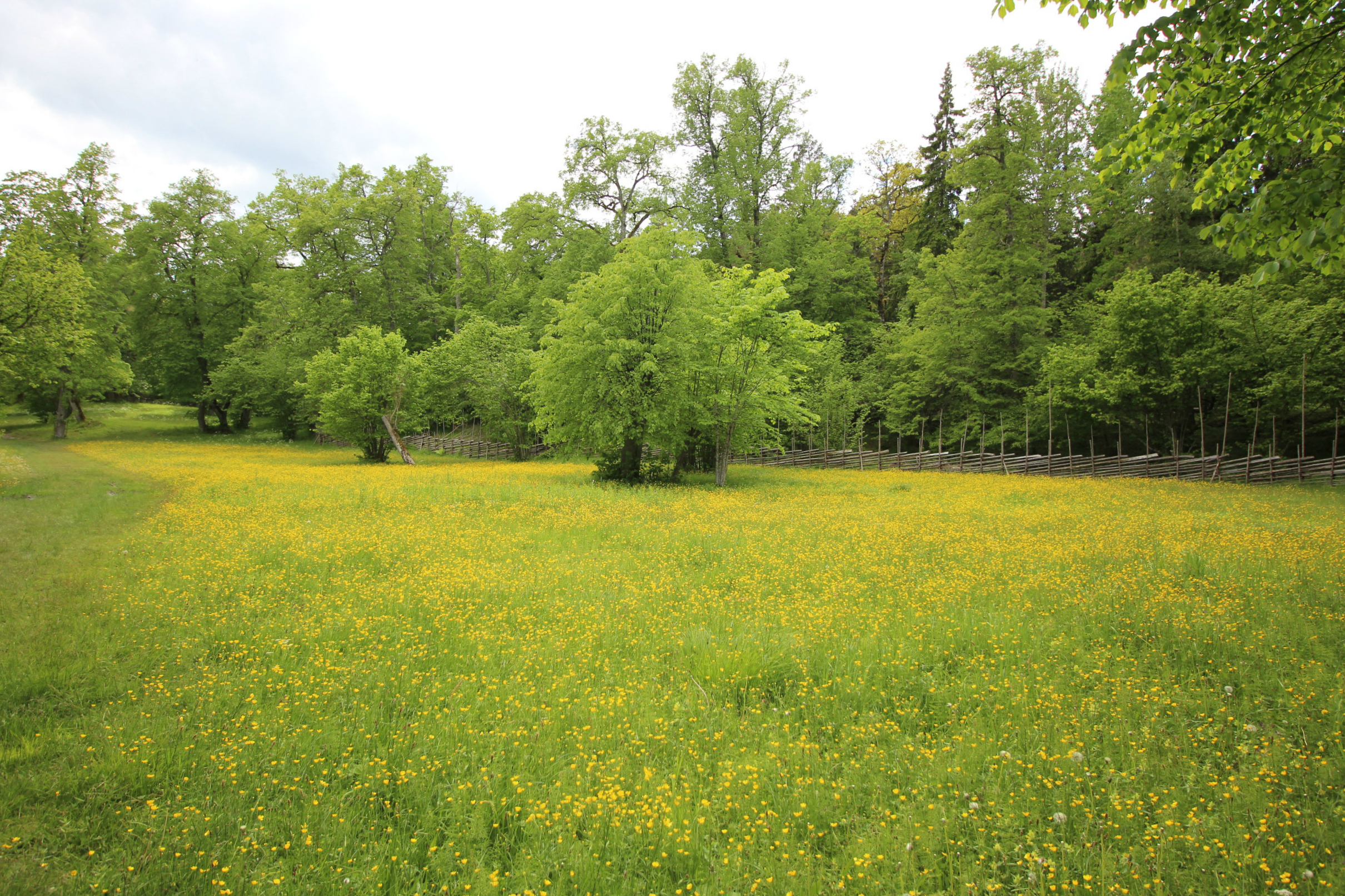
Prairie du parc.
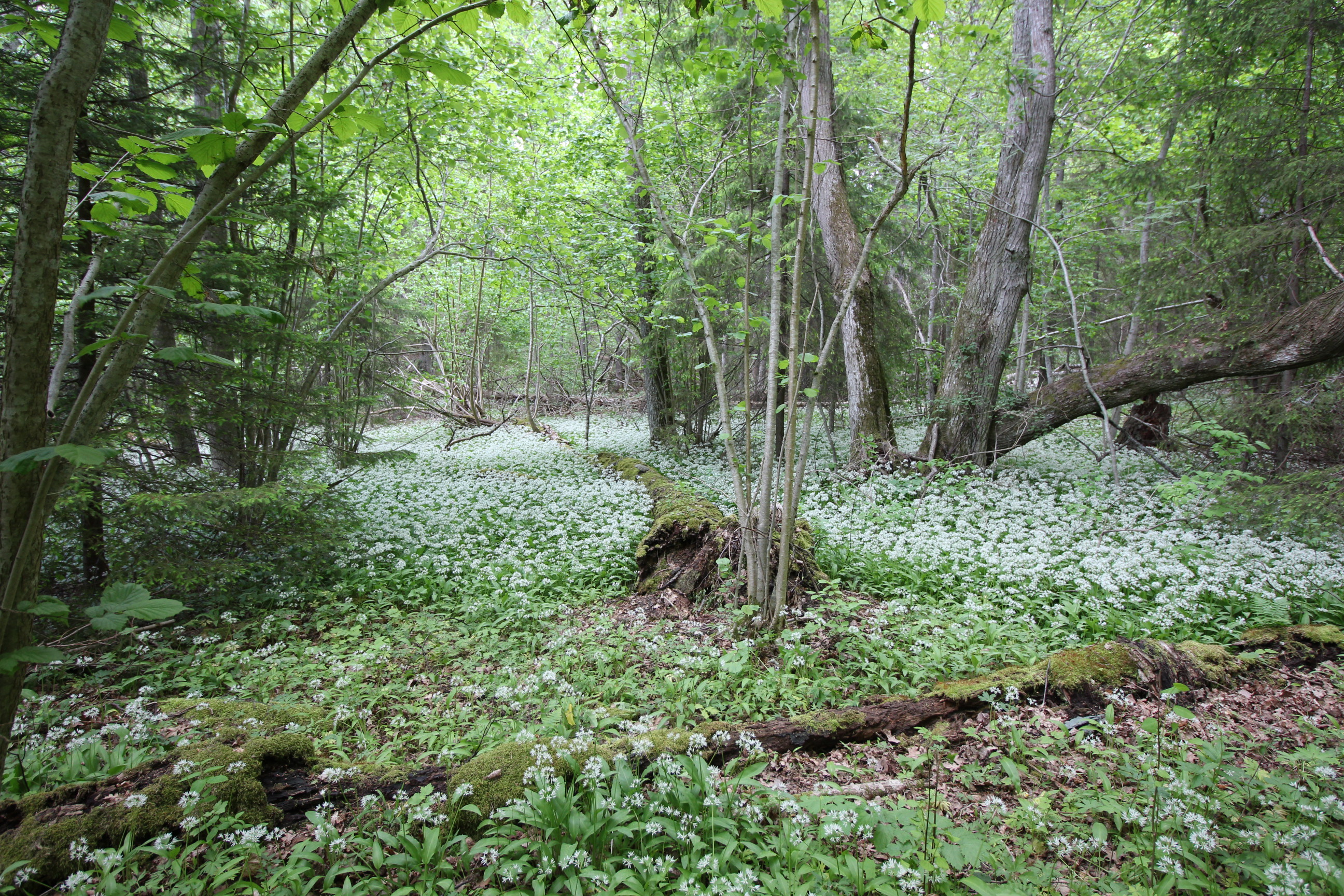
Forêt de feuillus avec un tapis d'ail des ours dans la dépression centrale.
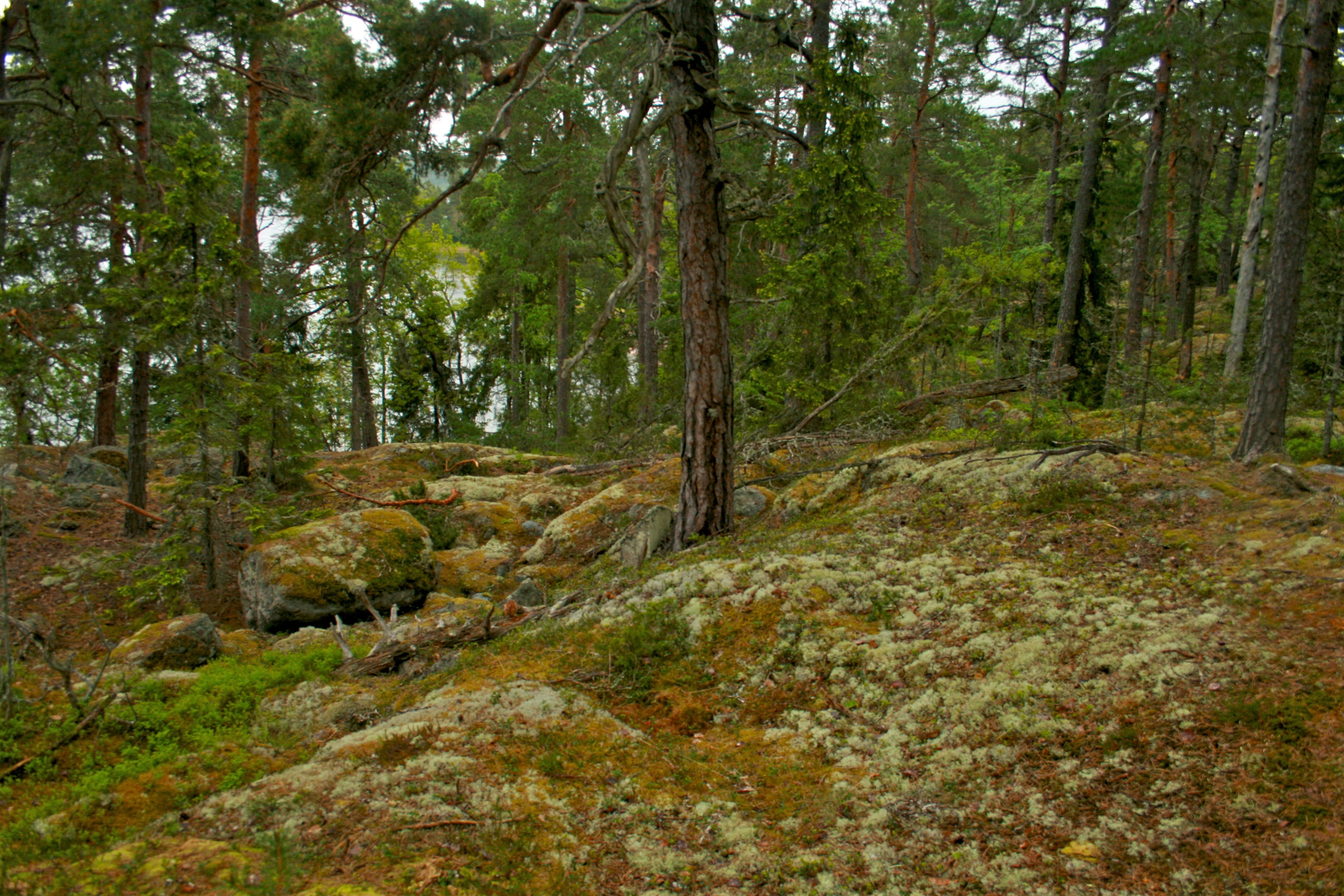
Forêt de conifère dans la partie Ouest de l'île.

La variété des milieux naturels permettent le développement d'une faune riche. Le parc compte une dizaine de chevreuils (Capreolus capreolus), des renards roux (Vulpes vulpes), des blaireaux européens (Meles meles) et plusieurs espèces de rongeurs et chauves-souris. Des élans (Alces alces) fréquentent l'île de temps à autre. Environ 115 espèces d'oiseaux ont été recensées sur l'île, dont environ 75 qui y nichent. Les espèces les plus courantes sont les passereaux tels que le rossignol progné (Luscinia luscinia), le gobemouche noir (Ficedula hypoleuca) et gris (Muscicapa striata), le pouillot fitis (Phylloscopus trochilus), la fauvette à tête noire (Sylvia atricapilla) et le pinson des arbres (Fringilla coelebs), mais le parc compte aussi des oiseaux marins avec en particulier une grande colonie de grèbe huppé (Podiceps cristatus), ainsi que des rapaces dans les forêts de conifères. Enfin, le parc est riche en insectes, avec en particulier de nombreuses espèces de papillons et de coléoptères.

## Histoire
Au XVIIe siècle, les deux îles qui constituent aujourd'hui Ängsö faisaient partie du domaine de l'île de Väringsö, et étaient utilisées pour y récolter le foin et peut-être la pâture des animaux. Il n'y avait alors aucune habitation. La première habitation fut construite sur Hemudden en 1725, utilisée uniquement en saison. Entre 1805 et 1825, les bâtiments de l'île sont reconstruits, et c'est donc de cette époque que datent plusieurs des bâtiments actuels. La plupart des bâtiments sont sur Hemudden, au sud de l'île, mais on peut voir les restes d'une habitation saisonnière près de Svartviken. Entre le XVIIIe et le XIXe siècle, le rebond isostatique permet à la superficie de l'île de s'accroître aboutissant au XIXe siècle à la fusion des deux anciennes îles, et ces nouveaux terrains sont principalement utilisés comme prairies. Certaines anciennes prairies sont reconverties dès au moins 1846 en champs, et la surface cultivée augmente jusqu'au début du XXe siècle.

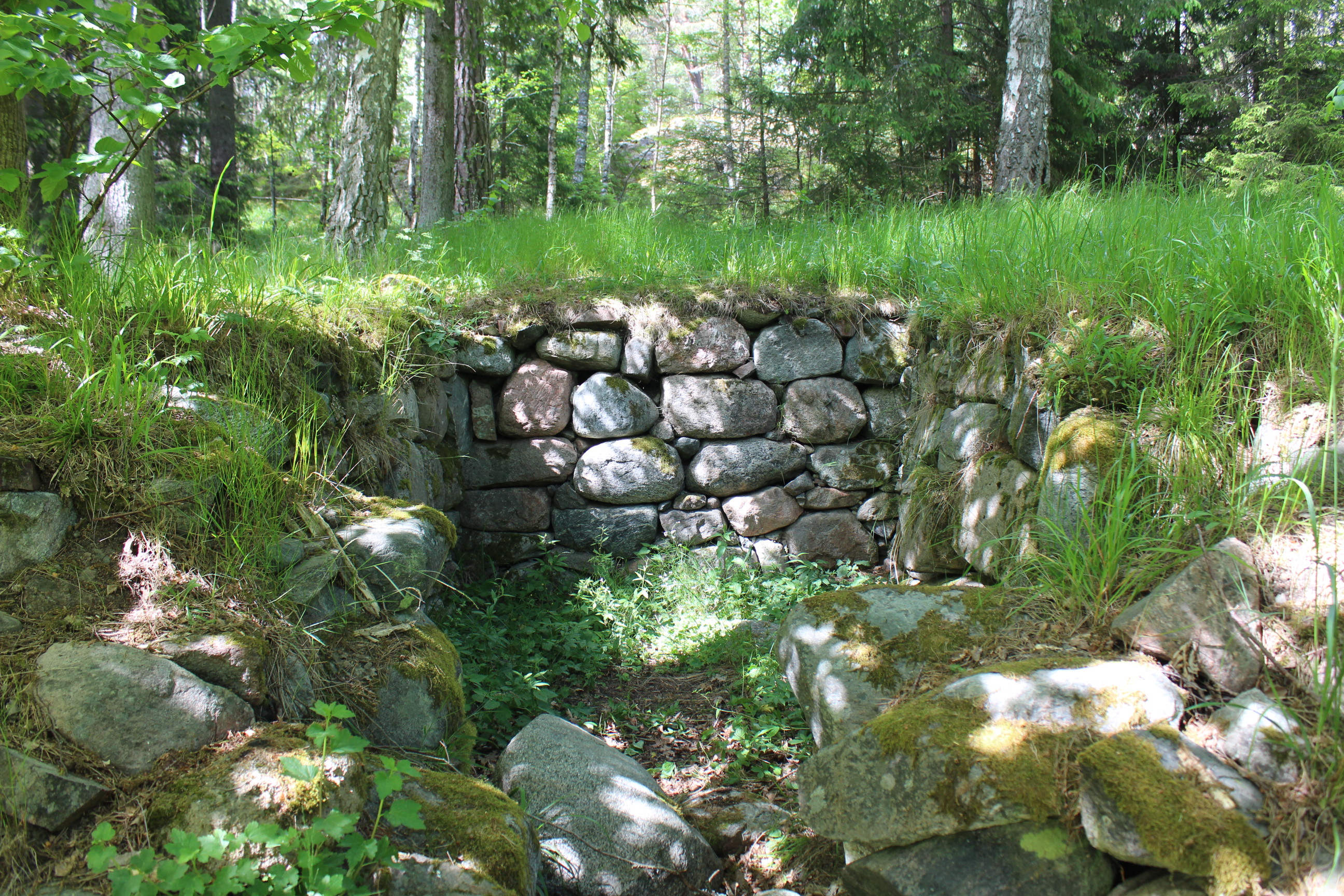
Restes de la cave du bâtiment près de Svartviken.
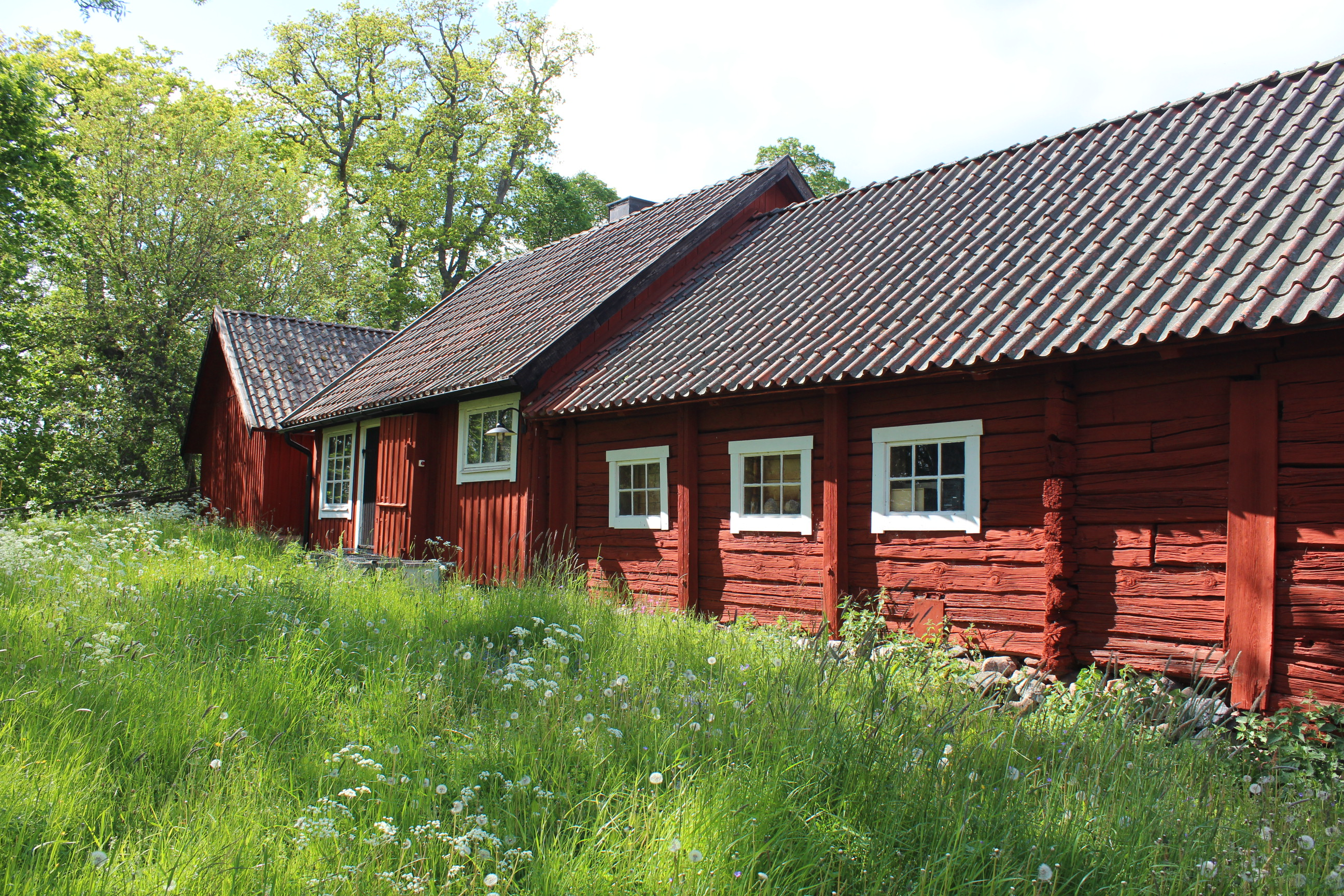
Bâtiment agricole à Hemudden.
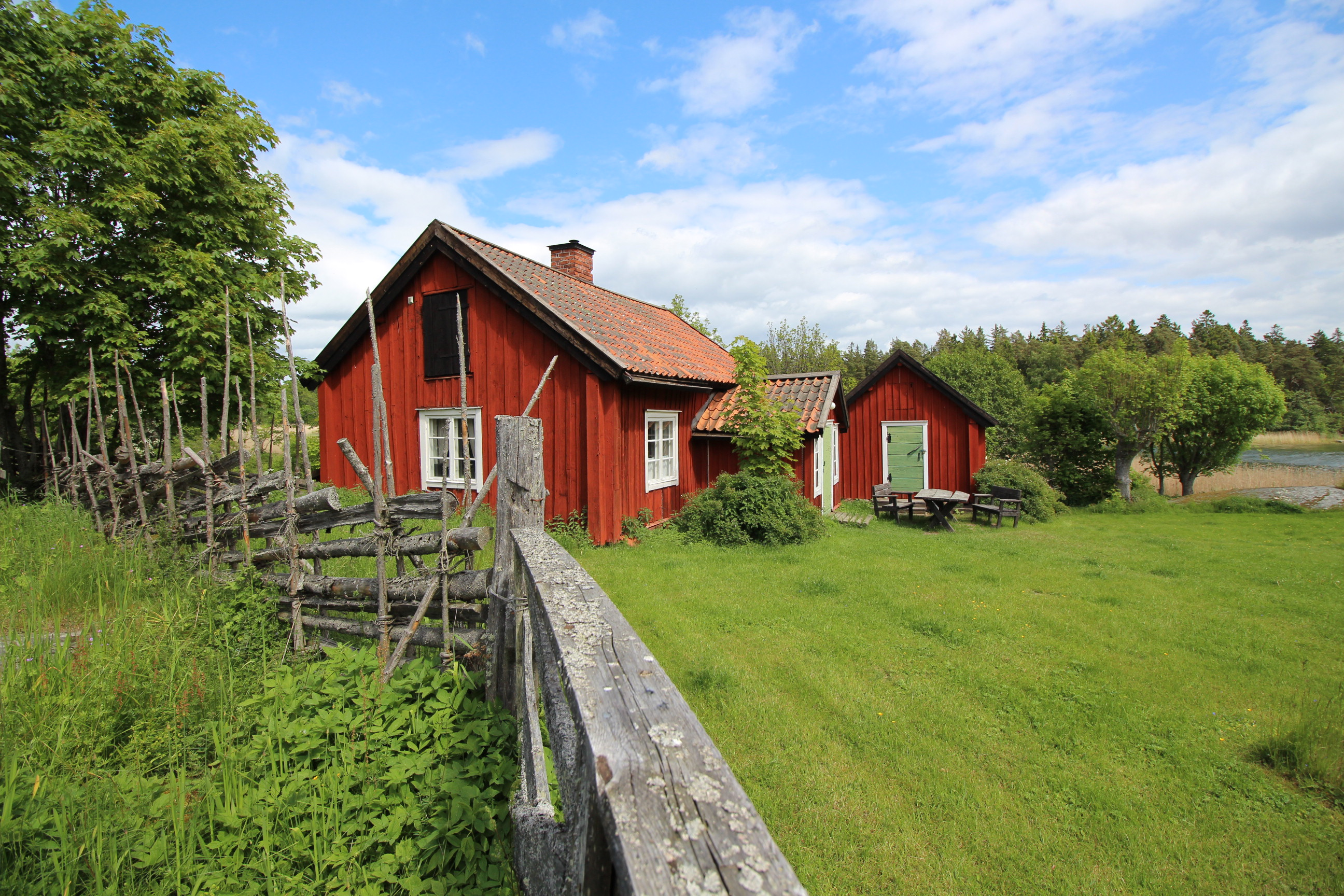
Maison à Hemudden.

Le parc national d'Ängsö est créé par un vote du parlement le 24 mai 1909, en même temps que 8 autres parcs nationaux, devenant les premiers parcs nationaux de Suède et d'Europe. Le but était de protéger la riche flore de l'île, mais aussi d'empêcher l'abattage qui était prévu de certains vieux chênes. Cependant, les scientifiques ne comprennent pas à l'époque que cette flore est le résultat de l'activité humaine, et afin de la protéger, ces mêmes activités sont interdites, les agriculteurs étant chassés de l'île. Très rapidement, les prairies sont envahies d'arbres et arbustes et la variété de la flore est drastiquement réduite. Il fallut attendre les années 1940 et le combat acharné du professeur Lars-Gunnar Romell pour qu'une première tentative de restauration des prairies soit entreprise. Mais ce plan est limité, et l'entretien régulier n'est pas suivi : au début des années 1950, les prairies régressent à nouveau. Mais quelques années après, les travaux de restauration reprennent, les bâtiments de Hemudden sont restaurés et une nouvelle maison est construite en 1954. Dans les années 1980, des mesures plus radicales sont prises, avec pour objectif de redonner à l'île son aspect originel, cependant il est décidé de conserver certaines des forêts qui s'étaient développées sur les anciennes prairies. En 1988, le parc est étendu pour inclure aussi une zone marine autour de l'île. De nos jours, le travail de restauration est terminé, mais les prairies demandent un entretien permanent.

## Gestion et administration

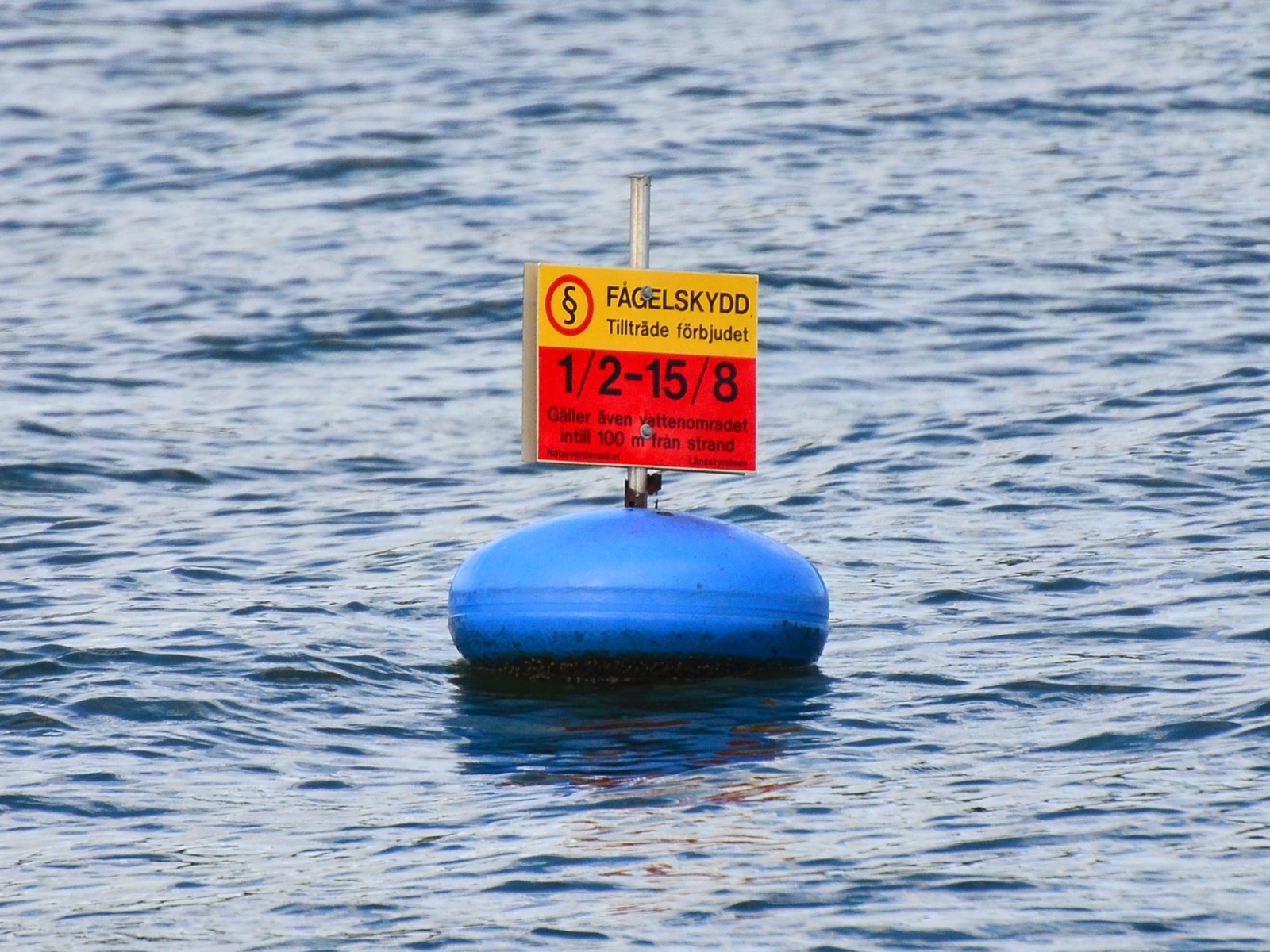
Bouée indiquant les limites de la zone interdite d'accès entre début février et mi-août pour la protection des oiseaux.

Comme pour la plupart des parcs nationaux de Suède, la gestion et l'administration sont divisées entre l'agence suédoise de protection de l'environnement (Naturvårdsverket) et le conseil d'administration des comtés (Länsstyrelse). Le Naturvårdsverket est chargé de la proposition des nouveaux parcs nationaux, sur consultation des conseils d'administration des comtés et des communes, et la création est entérinée par un vote du parlement. Le terrain est ensuite acheté par l'État, par l'intermédiaire du Naturvårdsverket. La gestion est ensuite confiée principalement au comté, c'est-à-dire au conseil d'administration du comté de Stockholm pour le parc d'Ängsö.
La flore du parc est dépendante d'un entretien actif, en particulier les prairies. Le principal objectif de la gestion du parc est donc de conserver le paysage naturel et culturel tel qu'il était juste avant la création du parc. Ainsi, les prairies sont exploitées selon les méthodes de l'époque, incluant en particulier la fauche et la pâture. Une petite surface est aussi cultivée pour les besoins personnels de la ferme. Enfin, si une grande partie des forêts est laissée se développer naturellement, la forêt à l'ouest est utilisée pour la pâture et un abattage sélectif pour les besoins personnels de la ferme, constituant donc une partie du paysage culturel que le parc essaie de conserver. Les animaux de la ferme sont des races traditionnelles suédoises.
La faune du parc est aussi protégée, en particulier l'avifaune dans deux vastes zones dans la moitié Est qui sont interdites d'accès entre le 1er février et le 15 août.

## Tourisme
Le parc national d'Ängsö est visité par environ 7 000 touristes par an. Il est surtout populaire au printemps et en début d'été qui est la principale période de floraison. L'île est accessible depuis Stockholm par une liaison quotidienne au printemps et en été, ou par son propre bateau avec plusieurs ports naturels. Près du port à Hemudden se trouve un bâtiment touristique avec une exposition sur la nature et l'histoire de l'île. C'est aussi le point de départ du réseau de sentiers du parc. Depuis 2015, il est autorisé de passer jusqu'à deux nuits en tente dans le parc.

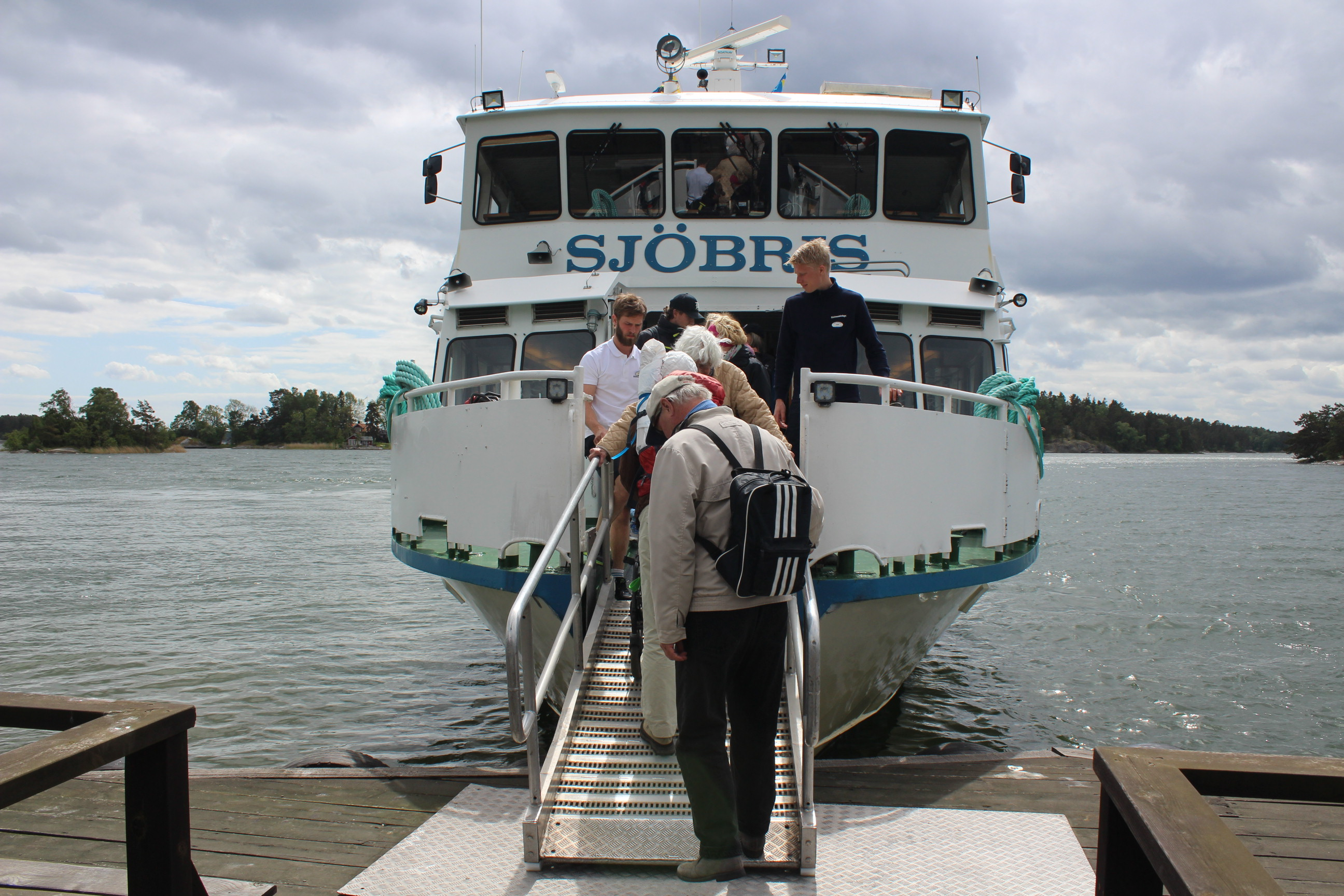
Arrivée du bateau.
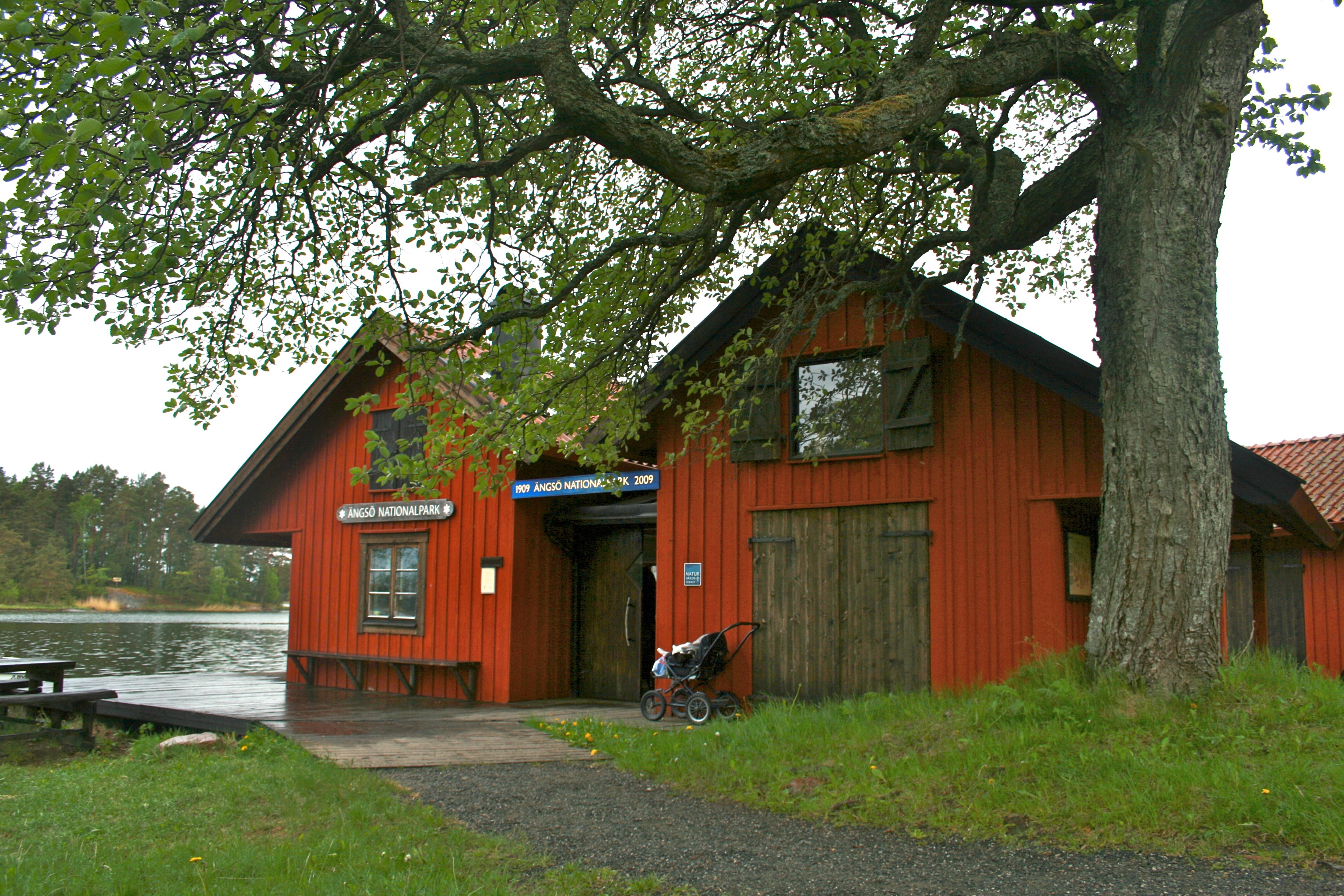
Le bâtiment touristique près du port.
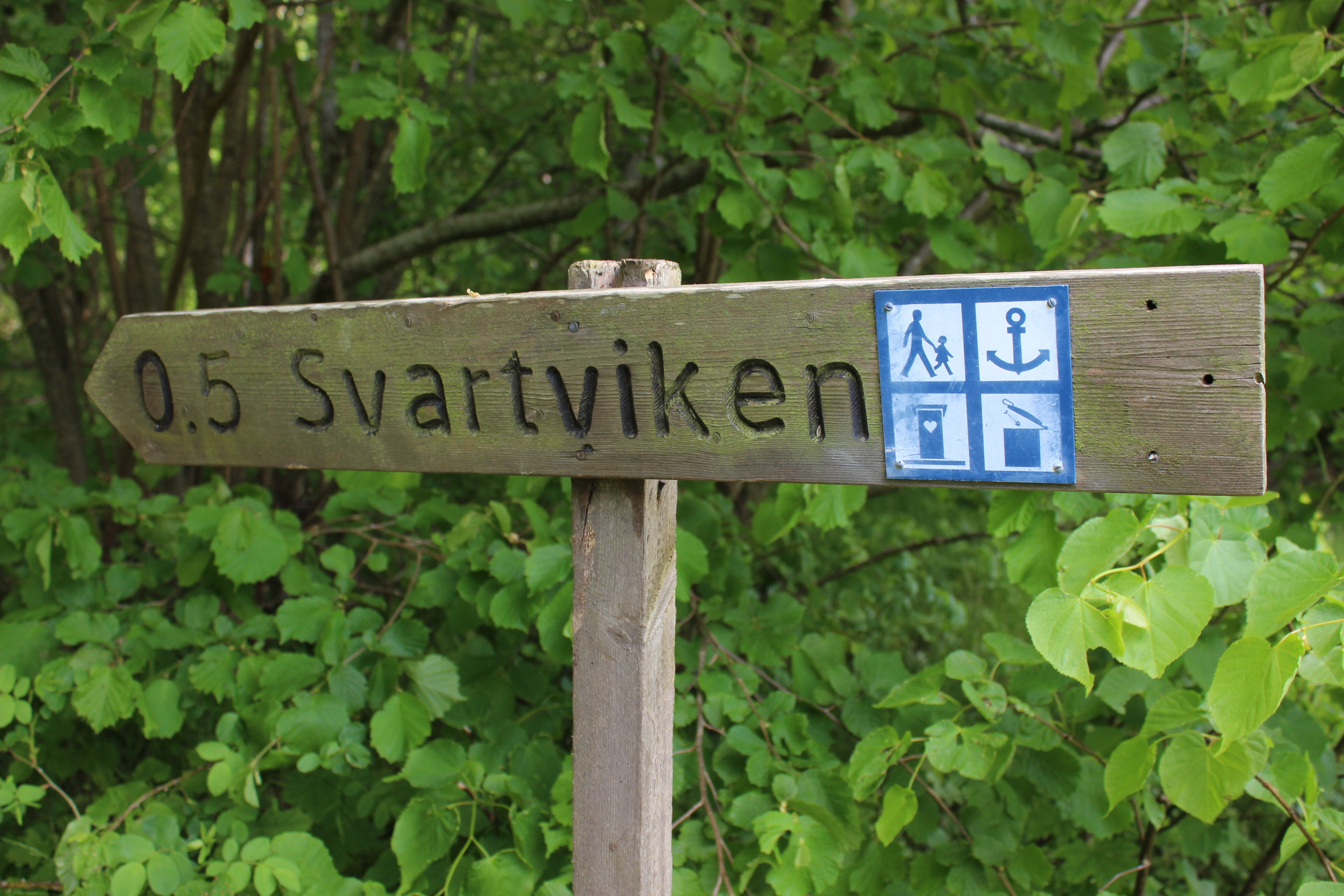
Signe sur un sentier.